# Saint-Nicolas-de-Bliquetuit
Saint-Nicolas-de-Bliquetuit ist eine Commune déléguée in der französischen Gemeinde Arelaune-en-Seine mit 594 Einwohnern (Stand 1. Januar 2022) im Département Seine-Maritime in der Region Normandie. 
Mit Wirkung vom 1. Januar 2016 wurde Saint-Nicolas-de-Bliquetuit mit der früheren Gemeinde La Mailleraye-sur-Seine zu einer Commune nouvelle mit dem Namen Arelaune-en-Seine fusioniert. Die Gemeinde Saint-Nicolas-de-Bliquetuit gehörte zum Arrondissement Rouen und zum Kanton Notre-Dame-de-Gravenchon (bis 2015: Kanton Caudebec-en-Caux).

## Geografie
Saint-Nicolas-de-Bliquetuit liegt etwa 25 Kilometer westnordwestlich von Rouen auf der linken Seite der Seine. 

## Bevölkerungsentwicklung
| 1962                      | 1968 | 1975 | 1982 | 1990 | 1999 | 2006 | 2012 |
| ------------------------- | ---- | ---- | ---- | ---- | ---- | ---- | ---- |
| 281                       | 276  | 371  | 476  | 533  | 492  | 522  | 577  |
| Quelle: Cassini und INSEE |      |      |      |      |      |      |      |

## Sehenswürdigkeiten
- Kirche Saint-Nicolas